# 소공동
소공동(小公洞)은 서울특별시 중구에 속한 동으로 조선 태종의 둘째 딸인 경정공주(慶貞公主)의 궁이 있었으므로 속칭 작은공주골이라 하던 곳을 한자로 소공주동이라 하였고 이를 줄여서 소공동이라 부르게 되었다.

## 역사
임진왜란 때에 우키타 히데이에가 소공동의 경정공주의 집에 머물렀고, 그가 물러난 후 명나라 장수 이여송이 머물렀다. 그 뒤 청나라 사절을 맞는 영빈소를 삼아 남별궁이라고 하였다. 임오군란 후에는 3000명의 청나라 군대가 이곳에 주둔하였다. 대한제국이 선포될 때 하늘에 제사를 지내는 환구단이 세워졌는데, 그러나 1912년에 일제가 환구단을 헐고 그 자리에 총독부 철도호텔을 건축하였고, 이것은 후에 서울 웨스틴 조선호텔이 되었다. 철도호텔은 준공 당시에 한반도에서 가장 큰 건물이었다. 1938년에는 환구단 터에 8층 건물인 반도호텔이 신축되었다. 1953년까지 반도호텔은 서울에서 가장 높은 건물이었다. 반도호텔은 지금의 롯데호텔 소공동점으로 바뀌었다.
명동으로 들어가는 입구에 있는 롯데영플라자 명동점은 일제강점기 당시에 정자옥(조지아) 백화점이 있던 자리로, 정자옥은 1921년 4월에 일본인이 설립한 현대식 백화점이었다.

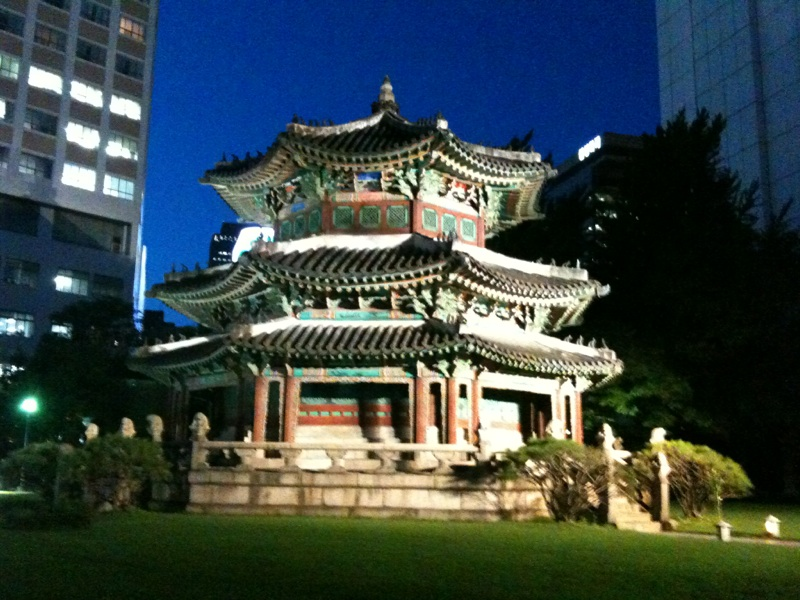
웨스틴 조선호텔내에 있는 환구단

시청 광장 남쪽의 소공동에는 1910년대부터 화교들이 모여서 369평의 땅에 중국음식점 한의원 목욕탕 잡화상 서점 등 16가구 25개의 점포들이 차이나 타운을 형성하고 있었다. 이곳에 대해서 서울시는 1966년부터 재개발(소공지구 재개발)을 추진하여, 1971년 8월 20일, 이 지구 369평의 땅을 소유한 화교 14인과 서울시가 재개발사업의 추진에 합의함으로써 재개발이 본격화되기 시작하였다. 이 계획에 의하면 이 지구에 지하 3층 지상 18층의 화교빌딩을 건축하는 것이었다.
소공동을 가로지르는 소공로는 1950-1970년대 고급맞춤양복점의 거리로 유명했다. 당시 해창양복점, 프라자양복점, 라이프양복점 등 당시 정재계 인사들이 자주 드나들던 맞춤양복점 거리였다. 현재 남아있는 맞춤양복점은 소공로 서쪽 부영호텔 건축으로 인해 남대문로7길로 이전했다.

## 법정동
- 봉래동1가
- 북창동
- 소공동
- 서소문동
- 의주로1가
- 정동
- 충정로1가
- 태평로2가
- 순화동 일부
- 남대문로2가 일부
- 남대문로3가 일부
- 남대문로4가 일부

## 교통
- ● 수도권 전철 1호선, ● 서울 지하철 2호선 시청역
- ● 수도권 전철 5호선 서대문역

## 문화
- 호암아트홀
- 정동극장
- 서울시립미술관
- 덕수궁 미술관

## 문화재

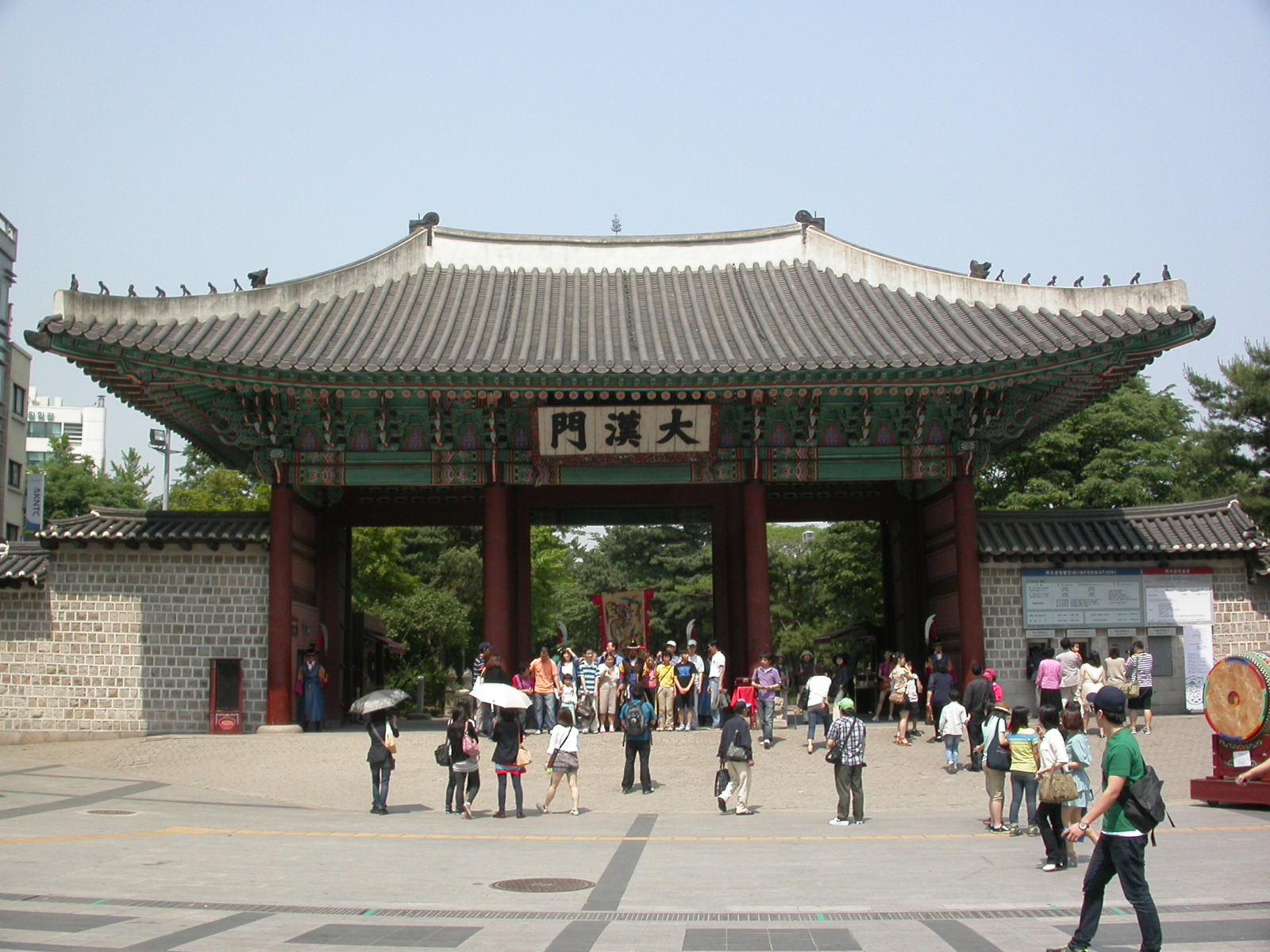
덕수궁 대한문

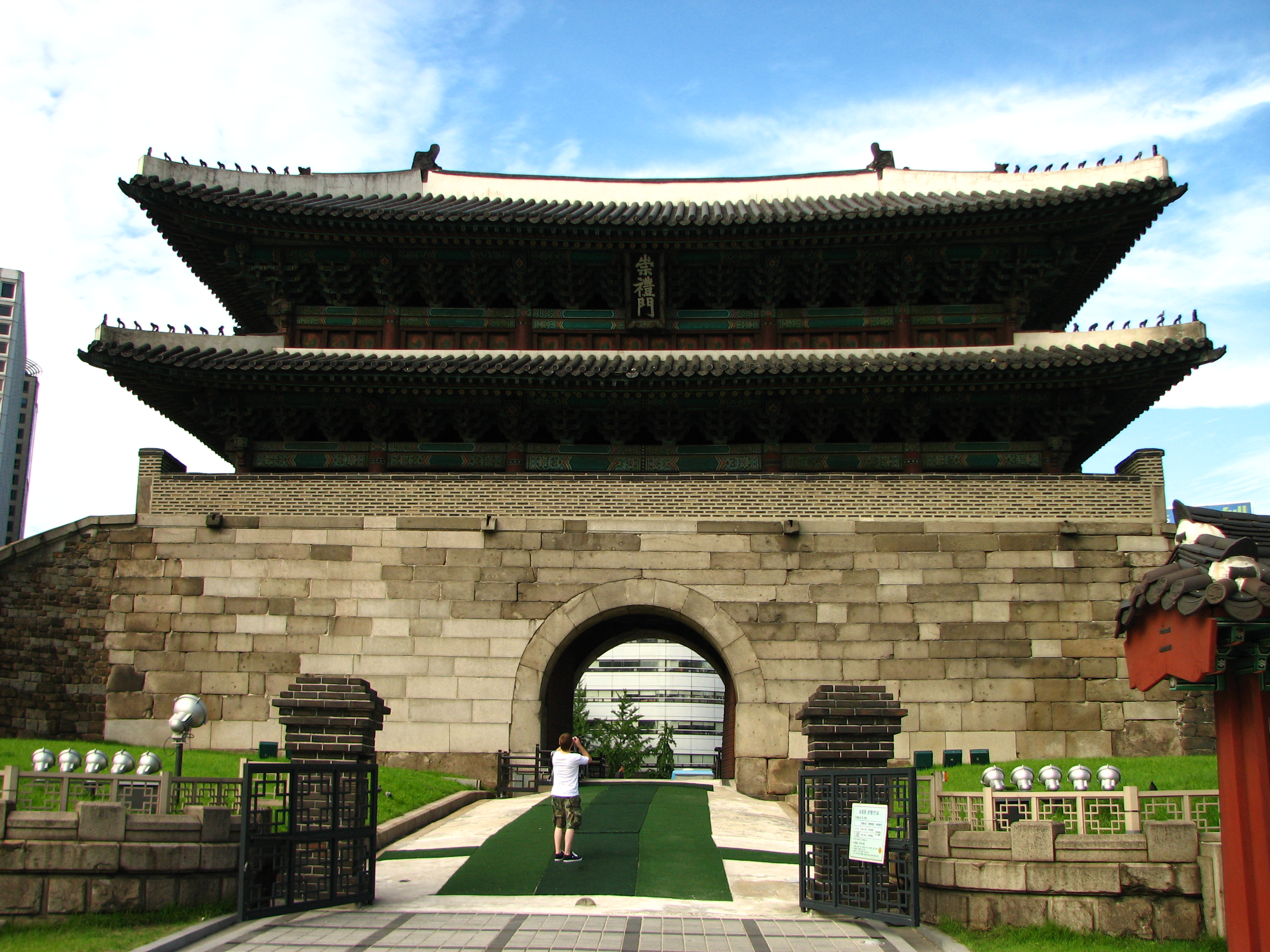
남대문이라고 불리는 숭례문

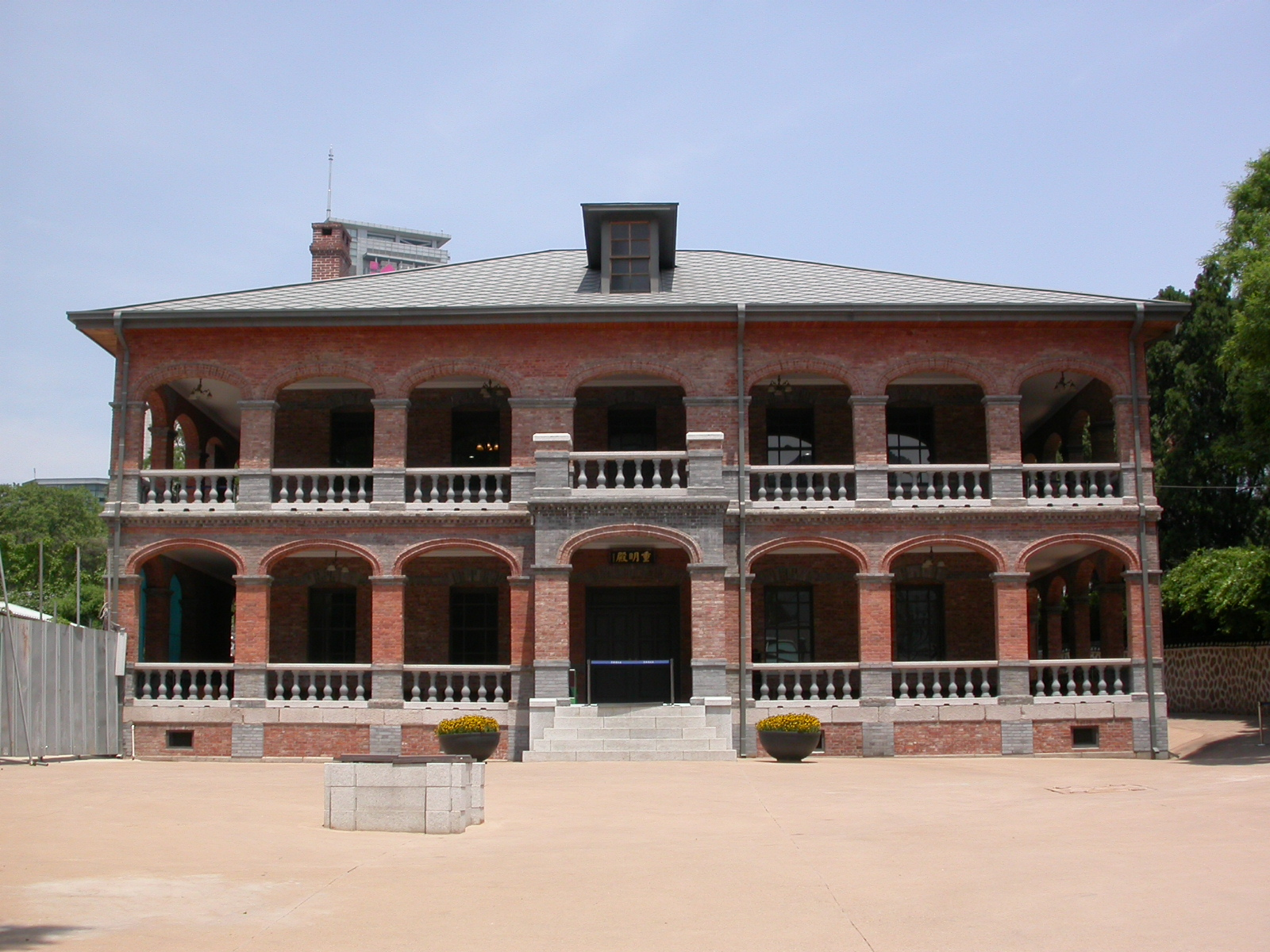
중명전

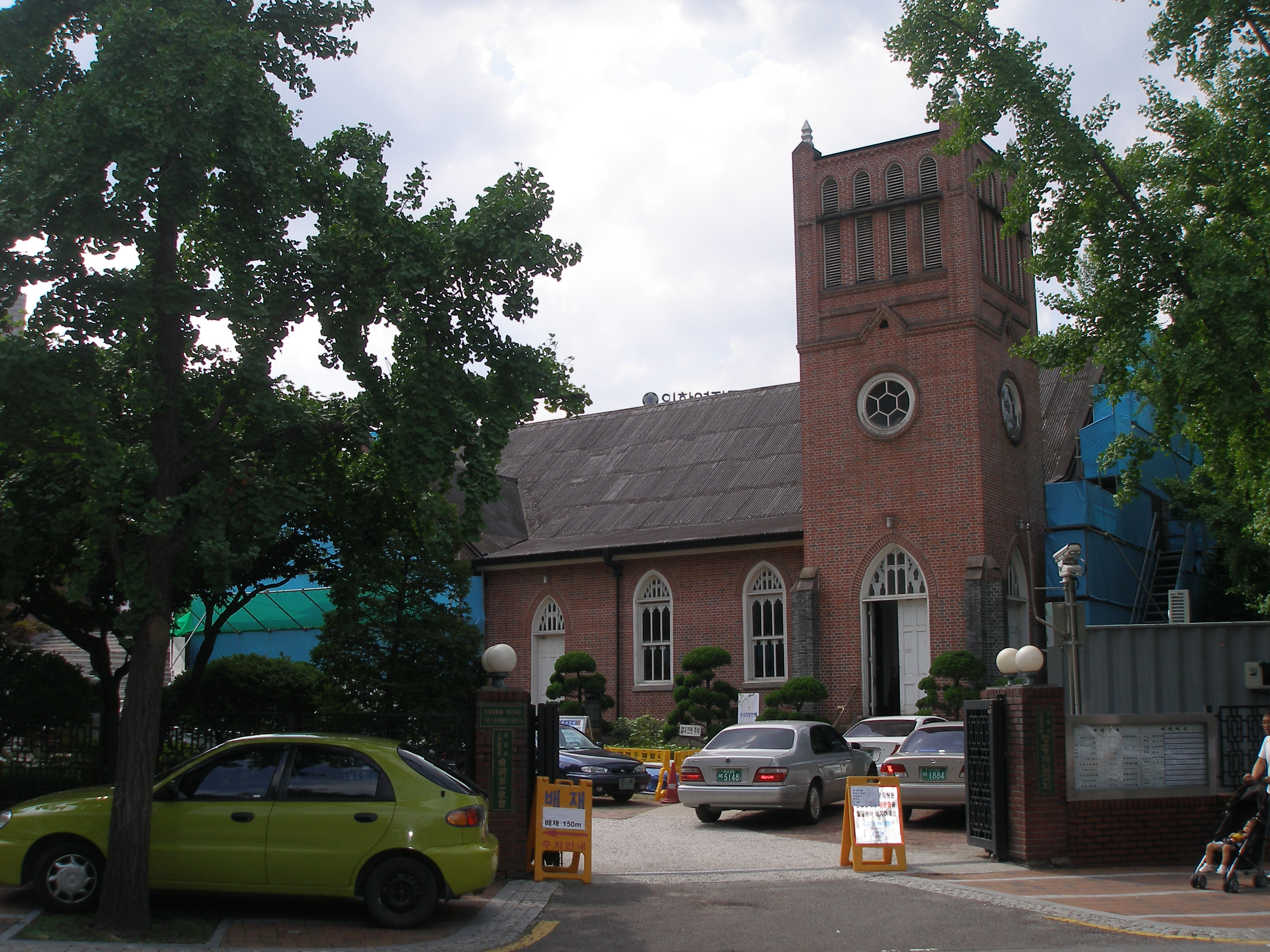
1885년에 설립된 한국 최초의 감리교 교회, 정동교회

- 덕수궁
- 숭례문
- 환구단
- 중명전
- 정동교회
- 배재학당 동관
- 강희맹 집터
- 남별궁터
- 대한민국임시정부 서울연통부지
- 명례궁터
- 소덕문터
- 이충순자결터
- 전환국터
- 미국공사관
- 강우규의사 항일의거자리
- 관립법어 학교터
- 남지터
- 독립신문사 터
- 서학당터
- 손탁호텔터
- 이황선생 집터
- 정미의병발원터
- 태평관터
- 한성부 남부 관아터
- 대한성공회 서울주교좌성당

## 같이 보기
- 대한민국의 행정 구역